# 桑堌乡
桑堌乡，是中华人民共和国河南省商丘市夏邑县下辖的一个乡镇级行政单位。

## 行政区划
桑堌乡下辖以下地区：
许楼村、吴庄村、代各村、苗楼村、郭套楼村、郭各村、七庄村、杨庄村、张楼村、李口村、吕岗楼村、王楼村、牛集村、大李庄村、司古同村、大刘庄村、李院村、小代楼村、大代楼村、韩庄村、桑固东村、桑固西村、王营村、王口村、徐集村、盛庄村、大司庄村、郭楼村、杨半楼村、工庄村、高楼村、闫各村和段庄村。